# Stephen Law
Stephen Law é um filósofo inglês e conferencista sênior na Heythrop College' da Universidade de Londres. Ele também edita a revisa o jornal de filosofia Think, , que é publicado pela Royal Institute of Philosophy  e é destinado ao público em geral. Law atualmente mora em Oxford, Inglaterra, com sua esposa e duas filhas. Ele é membro da Royal Society of Arts and commerce, e em 2008 tornou-se reitor do Center for Inquiry do Reino Unido.  Law publicou tanto uma variedade de trabalhos acadêmicos quanto livros introdutórios mais populares(incluindo três livros de filosofia para crianças). Law debateu com muitos Apologistas Cristãos, Teólogos e Cientistas, incluindo William Lane Craig, Alvin Plantinga, Alister McGrath, John Lennox e Denis Alexander.

## História Acadêmica
Stephen Law participou da Long Road Sixth Form College, em Cambridge, Inglaterra. No entanto, depois de ter sido "convidado a sair",   ele começou sua vida trabalhando como carteiro. Aos 24 anos, ele conseguiu com sucesso entrar na City University, em Londres, para obter uma Licenciatura em Filosofia. Lá, ele conseguiu alcançar a honra de ser o primeiro da turma, permitindo-lhe passar para o Trinity College, Oxford, para ter um Bacharelado em Filosofia. Ele também foi por três anos um Pesquisador-Júnior da Queen's College, Oxford, onde obteve um doutorado em Filosofia.
Law publicou trabalhos acadêmicos sobre uma variedade de tópicos, incluindo sobre Wittgenstein, Modalidade e Filosofia da Mente (por exemplo, "uma Defesa do fisicalismo", Reason, 2004). Seu foco mais recente é sobre filosofia da religião. Publicações recentes incluem:
- "The Evil God Challenge", Religious studies, 2010,
- "Plantinga's Belief-Cum-Desire Argument Refuted", Religious studies, 2011,
- "Evidence, Miracles and The Existence of Jesus", Faith and Philosophy, 2011.
- "Naturalism, Evolution and True Belief", Analysis, 2012, 72 (1), pp. 41-48.

## The Great Philosophers
The Great Philosophers: The Lives and Ideas of History's Greatest Thinkers foi publicado em 2008. Abrange 50 dos "grandes pensadores", mas muito brevemente, com apenas algumas páginas para cada um. É uma breve introdução para leitores com pouco conhecimento de filosofia.

## The Philosophers Gym
Este livro é uma introdução ao pensamento filosófico destinado a adultos. Ele abrange vinte e cinco questões filosóficas, escolhidos pela sua relevância para a sociedade de hoje. O livro foi planejado para ser acessível. Isto é feito frequentemente, como em "O que há de errado com o sexo gay?", Colocando a questão em um roteiro teatral.
A versão alemã do The Philosophers Gym ganhou o primeiro Prêmio Mindelheim de Filosofia em 2009. 

### lista de capítulos
1. De onde veio o universo?
2. O que tem de errado com o sexo gay?
3. Cérebro - puxado (discussão de questões metafísicas do conhecimento do mundo externo, e o Cogito Ergo Sum "(Penso, logo existo) de Descartes)
4. A viagem no tempo é possível?
5. Dentro da toca do relativista (uma olhada e análise das reivindicações relativistas, principalmente na ética)
6. Pode uma máquina pensar?
7. Será que Deus existe?
8. O estranho caso do dentista racional (uma olhada sobre conhecimentos específicos de outras mentes e a medida que podemos termos conhecimento deles)
9. Mas isto é arte?
10. Podemos ter moral sem Deus e religião?
11. O criacionismo é científico?
12. bebês projetados... (um olhar sobre o caso de bebês projetados)
13. O enigma da consciência (um olhar para a natureza debatida sobre a consciência)
14. Por que esperar o sol nascer amanhã? (Exame do problema da indução de Hume)
15. Nós merecemos ser punidos?
16. O mistério do significado (um exame da linguística e as maneiras em que a linguagem podemm ter significado)
17. Matando Mary para salvar Jodie (uma discussão sobre o utilitarismo e a natureza da ética)
18. O estranho reino dos números (uma discussão sobre a natureza da matemática)
19. O que é o conhecimento?
20. A moralidade é como um par de óculos (uma olhada sobre o subjetivismo, entre outras coisas)
21. O que você deve comer(um olhar sobre o caso do vegetarianismo)
22. transplantes de cérebro, teletransporte e o enigma da identidade pessoal
23. Milagres e o sobrenatural
24. Como identificar oito erros de raciocínio diários
25. Sete paradoxos

## The war for children's minds
Este livro discute diferentes abordagens para a educação moral e religiosa. O livro foi escrito como uma resposta aos apelos dos tablóides acadêmicos e mais populares para uma moralidade menos relativista nas escolas, justificada pelo atual "mal-estar moral" do Ocidente e a ascensão do relativismo moral e cultural. Law não concorda com estes argumentos, concluindo que há, de fato, muitos motivos para ser liberal, de fato, com uma abordagem sobre a educação moral e religiosa, desde que "liberal" seja bem compreendido. Ele tem o objetivo de "pregar" certos mitos anti-liberais generalizados, incluindo o mito de que o Iluminismo foi responsável pelo Holocausto, que os liberais são relativistas morais, e assim por diante. Embora não se oponha as escolas religiosas, Law, no entanto, recomenda certos padrões mínimos básicos que todas as escolas devam atender, como incentivar uma atitude aberta, questionar os alunos com relação às questões morais e religiosas. Philip Pullman disse que o livro, "deve ser lido por cada professor, cada pai e cada político." O livro teve um amplo destaque na mídia, inclusive em um programa da BBC.